# Era medianoche en Bhopal
Era medianoche en Bhopal (título original en francés: Il était minuit cinq à Bhopal) es un libro escrito por Dominique Lapierre y Javier Moro, que narra el accidente de la planta química de la empresa Union Carbide en la ciudad india de Bhopal en 1984. Los autores vivieron durante tres años en Bhopal a finales de los años 90 para documentarse para el libro. Entrevistaron a testigos y personas relacionadas con el accidente, principalmente de Estados Unidos y La India. Fue publicado en 1997.

## Resumen
El libro comienza explicando cómo una familia de campesinos, después de sufrir la sequía en su lugar de origen, se ve obligada a emigrar a Bhopal y establecerse en un barrio de chabolas (slum). En paralelo, el libro describe la invención por parte de la empresa química estadounidense Union Carbide de un pesticida, el Sevin, fabricado a partir de isocianato de metilo y α-naftol, y cómo esta empresa decide construir una fábrica para producción de Sevin en Bhopal.
Posteriormente, el libro describe en detalle el accidente, ocurrido en la noche del 2 al 3 de diciembre de 1984, y que causó la muerte de entre 15.000 y 30.000 personas.
El capítulo final describe las consecuencias del desastre, tales como los intentos por juzgar a los responsables del siniestro, la falta de indemnizaciones a las víctimas y el desmantelamiento de la fábrica.
- Datos: Q5456053